# توماش کنیچنی
توماش کُنیچنی (لهستانی: Tomasz Konieczny؛ ‏ تلفظ لهستانی: [ˈtɔmaʂ kɔˈɲɛt͡ʂnɨ]؛ زادهٔ ۱۰ ژانویهٔ ۱۹۷۲) خواننده اپرا، بازیگر و کارگردان نمایش اهل لهستان است.
او دانش‌آموختهٔ مدرسه ملی فیلم ووچ، دانشگاه موسیقی شوپن و دانشکده موسیقی کارل ماریا فون وبر است. نخستین اثر او در عالم هنرپیشگی، بازی در فیلم انگشتری با نشان عقاب تاج‌دار به کارگردانی آندری وایدا و نخستین اجرایش به عنوان خواننده، در سال ۱۹۹۷ در اپرای عروسی فیگارو در پوزنان بود. در آن پس او در نقش‌های گوناگونی در اپراهای مختلف همچون فیدلیو، نیروی سرنوشت، فلوت سحرآمیز، طلای راین، پارسیفال، حلقه نیبلونگ و تریستان و ایزولده ظاهر شده‌است.